# سنج العليا (أرسك)
سنج العليا (بالإنجليزية: Sanj-e Olya)‏ هي مستوطنة تقع في إيران في قسم أرسك الريفي.